# Llista de monuments de Naut Aran
Llista de monuments de Naut Aran inclosos en l'Inventari del Patrimoni Arquitectònic Català per al municipi de Naut Aran (Vall d'Aran). Inclou els inscrits en el Registre de Béns Culturals d'Interès Nacional (BCIN) amb la classificació de monument històric, els Béns Culturals d'Interès Local (BCIL) de caràcter immoble i la resta de béns arquitectònics integrants del patrimoni cultural català.
| Monument                                                                      | Protecció    | Estil/època                    | Localització                                                                        | Coordenades                                              | Codi?         | Imatge |
| ----------------------------------------------------------------------------- | ------------ | ------------------------------ | ----------------------------------------------------------------------------------- | -------------------------------------------------------- | ------------- | --- |
| Església de Santa Maria d'Arties                                              | BCIN 164-MH  | Romànic XII-XIII               | Naut Aran Pl. de l'Església, Arties                                                 | 42° 41′ 52″ N, 0° 52′ 14″ E / 42.697881°N,0.870661°E     | RI-51-0004294 | Església de Santa Maria d'Arties (Naut Aran) · Vegeu més fotos d'aquest monument · Carregueu una nova foto d'aquest monument      |
| Çò de Ròsa, Casa Rosa, o Casa d'Andreu Pont                                   | BCIN 244-MH  | Obra popular XVI               | Naut Aran C. del Lleó, Gessa                                                        | 42° 42′ 20″ N, 0° 53′ 24″ E / 42.70555°N,0.89008°E       | RI-51-0006237 | Çò de Ròsa (Naut Aran) · Vegeu més fotos d'aquest monument · Carregueu una nova foto d'aquest monument                            |
| Casal de Brastet, o Çò de Brastet                                             | BCIN 267-MH  | Renaixement XVI                | Naut Aran Unha                                                                      | 42° 42′ 40″ N, 0° 54′ 14″ E / 42.711142°N,0.903783°E     | RI-51-0006239 | Casal de Brastet (Naut Aran) · Vegeu més fotos d'aquest monument · Carregueu una nova foto d'aquest monument                      |
| Casa Portolà                                                                  | BCIN 279-MH  | XVI-XVII                       | Naut Aran C. de Portolà, Arties                                                     | 42° 42′ 03″ N, 0° 52′ 21″ E / 42.700741°N,0.872467°E     | RI-51-0006236 | Casa Portolà (Naut Aran) · Vegeu més fotos d'aquest monument · Carregueu una nova foto d'aquest monument                          |
| Castell d'Arties                                                              | BCIN 1264-MH | Medieval                       | Naut Aran Arties                                                                    | 42° 41′ 53″ N, 0° 52′ 14″ E / 42.698076°N,0.870662°E     | RI-51-0006235 | Castell d'Arties (Naut Aran) · Vegeu més fotos d'aquest monument · Carregueu una nova foto d'aquest monument                      |
| Recinte emmurallat de Salardú                                                 | BCIN 1265-MH | Obra popular Medieval          | Naut Aran Al costat de l'Església de Sant Andreu de Salardú                         | 42° 42′ 27″ N, 0° 54′ 07″ E / 42.707382°N,0.901894°E     | RI-51-0006238 | Recinte emmurallat de Salardú (Naut Aran) · Vegeu més fotos d'aquest monument · Carregueu una nova foto d'aquest monument         |
| Gessa                                                                         |              | Obra popular                   | Naut Aran                                                                           | 42° 42′ 19″ N, 0° 53′ 21″ E / 42.70537°N,0.88928°E       | IPA-271       | Gessa (Naut Aran) · Vegeu més fotos d'aquest monument · Carregueu una nova foto d'aquest monument                                 |
| Garòs                                                                         |              | Obra popular                   | Naut Aran                                                                           | 42° 42′ 03″ N, 0° 50′ 47″ E / 42.70089°N,0.84638°E       | IPA-272       | Garòs (Naut Aran) · Vegeu més fotos d'aquest monument · Carregueu una nova foto d'aquest monument                                 |
| Espitau Montgarri                                                             |              | Obra popular                   | Naut Aran Gessa                                                                     | 42° 45′ 34″ N, 0° 59′ 40″ E / 42.75941°N,0.99453°E       | IPA-273       | Espitau Montgarri (Naut Aran) · Vegeu més fotos d'aquest monument · Carregueu una nova foto d'aquest monument                     |
| Bagergue                                                                      |              | Obra popular                   | Naut Aran                                                                           | 42° 43′ 10″ N, 0° 54′ 57″ E / 42.71938°N,0.91577°E       | IPA-274       | Bagergue (Naut Aran) · Vegeu més fotos d'aquest monument · Carregueu una nova foto d'aquest monument                              |
| Església de Santa Maria de Cap d'Aran, Era Mare de Diu de Cap d'Aran          |              | Romànic XII                    | Naut Aran Tredòs                                                                    | 42° 42′ 10″ N, 0° 55′ 04″ E / 42.70266°N,0.91785°E       | IPA-292       | Església de Santa Maria de Cap d'Aran (Naut Aran) · Vegeu més fotos d'aquest monument · Carregueu una nova foto d'aquest monument |
| Església de Santa Eulàlia d'Unha                                              |              | Romànic XII                    | Naut Aran Unha                                                                      | 42° 42′ 34″ N, 0° 54′ 07″ E / 42.70951°N,0.90202°E       | IPA-294       | Església de Santa Eulàlia d'Unha (Naut Aran) · Vegeu més fotos d'aquest monument · Carregueu una nova foto d'aquest monument      |
| Unha                                                                          |              | Obra popular                   | Naut Aran                                                                           | 42° 42′ 38″ N, 0° 54′ 09″ E / 42.71056°N,0.90254°E       | IPA-295       | Unha (Naut Aran) · Vegeu més fotos d'aquest monument · Carregueu una nova foto d'aquest monument                                  |
| Tredòs                                                                        |              | Obra popular                   | Naut Aran                                                                           | 42° 42′ 06″ N, 0° 54′ 56″ E / 42.70159°N,0.91559°E       | IPA-298       | Tredòs (Naut Aran) · Vegeu més fotos d'aquest monument · Carregueu una nova foto d'aquest monument                                |
| Església de Sant Andreu de Salardú (Sant Andrèu)                              |              | Romànic XII                    | Naut Aran Salardú                                                                   | 42° 42′ 27″ N, 0° 54′ 07″ E / 42.70751°N,0.90199°E       | IPA-299       | Església de Sant Andreu de Salardú (Naut Aran) · Vegeu més fotos d'aquest monument · Carregueu una nova foto d'aquest monument    |
| Salardú                                                                       |              | Obra popular                   | Naut Aran                                                                           | 42° 42′ 25″ N, 0° 54′ 04″ E / 42.70684°N,0.90124°E       | IPA-300       | Salardú (Naut Aran) · Vegeu més fotos d'aquest monument · Carregueu una nova foto d'aquest monument                               |
| Arties                                                                        |              | Obra popular                   | Naut Aran                                                                           | 42° 41′ 54″ N, 0° 52′ 15″ E / 42.69829°N,0.87096°E       | IPA-304       | Arties (Naut Aran) · Vegeu més fotos d'aquest monument · Carregueu una nova foto d'aquest monument                                |
| Casa Paulet                                                                   |              | Renaixement XVI                | Naut Aran C. Major, 19, Arties                                                      | 42° 41′ 56″ N, 0° 52′ 18″ E / 42.698877°N,0.871596°E     | IPA-305       | Casa Paulet (Naut Aran) · Vegeu més fotos d'aquest monument · Carregueu una nova foto d'aquest monument                           |
| Casa Madames                                                                  |              | Neoclassicisme XIX             | Naut Aran C. del Fort, Arties                                                       | 42° 41′ 55″ N, 0° 52′ 17″ E / 42.698531°N,0.871384°E     | IPA-4621      | Casa Madames (Naut Aran) · Vegeu més fotos d'aquest monument · Carregueu una nova foto d'aquest monument                          |
| Capella de Sant Antoni                                                        |              | Barroc XVII                    | Naut Aran C. Portolà, Arties                                                        | 42° 42′ 02″ N, 0° 52′ 22″ E / 42.70064°N,0.87269°E       | IPA-4623      | Capella de Sant Antoni (Naut Aran) · Vegeu més fotos d'aquest monument · Carregueu una nova foto d'aquest monument                |
| Banys termals                                                                 |              | Eclecticisme XIX               | Naut Aran Camí del riu Garona, Arties                                               | 42° 41′ 55″ N, 0° 51′ 45″ E / 42.698554°N,0.862378°E     | IPA-4624      | Carregueu una nova foto d'aquest monument                                                                                         |
| Església de Sant Joan                                                         |              | Romànic, gòtic XIII            | Naut Aran Ctra. C-142, km 181,5, Arties                                             | 42° 42′ 05″ N, 0° 52′ 21″ E / 42.701457°N,0.872488°E     | IPA-4625      | Església de Sant Joan (Naut Aran) · Vegeu més fotos d'aquest monument · Carregueu una nova foto d'aquest monument                 |
| Capella de Sant Pelegrí                                                       |              | Obra popular XII               | Naut Aran Ribera del Valarties                                                      | 42° 41′ 42″ N, 0° 52′ 19″ E / 42.695062°N,0.871947°E     | IPA-4626      | Carregueu una nova foto d'aquest monument                                                                                         |
| Església parroquial de Sant Feliu                                             |              | Romànic, barroc XII, XVIII     | Naut Aran Pl. Major, Bagergue                                                       | 42° 43′ 05″ N, 0° 54′ 55″ E / 42.718114°N,0.915244°E     | IPA-4637      | Església parroquial de Sant Feliu (Naut Aran) · Vegeu més fotos d'aquest monument · Carregueu una nova foto d'aquest monument     |
| Església parroquial de Sant Pere (Sant Pèir)                                  |              | Romànic, eclecticisme XII, XIX | Naut Aran Pl. Major, Gessa                                                          | 42° 42′ 19″ N, 0° 53′ 23″ E / 42.705336°N,0.889762°E     | IPA-4645      | Església parroquial de Sant Pere (Naut Aran) · Vegeu més fotos d'aquest monument · Carregueu una nova foto d'aquest monument      |
| Casa Laurens                                                                  |              | Renaixement XVI                | Naut Aran C. Major, Salardú                                                         |                                                          | IPA-4667      | Carregueu una nova foto d'aquest monument                                                                                         |
| Casa Nyeu                                                                     |              | XVI                            | Naut Aran Pl. Major, Salardú                                                        | 42° 42′ 25″ N, 0° 54′ 04″ E / 42.70693°N,0.90115°E       | IPA-4668      | Carregueu una nova foto d'aquest monument                                                                                         |
| Font de la Pica                                                               |              | Neoclassicisme XIX             | Naut Aran Pl. Major, Salardú                                                        | 42° 42′ 24″ N, 0° 54′ 04″ E / 42.706754°N,0.901241°E     | IPA-4669      | Font de la Pica (Naut Aran) · Vegeu més fotos d'aquest monument · Carregueu una nova foto d'aquest monument                       |
| Casa a la plaça Major de Gessa                                                |              | Obra popular                   | Naut Aran Pl. Major, Gessa                                                          | 42° 42′ 20″ N, 0° 53′ 24″ E / 42.70556°N,0.88991°E       | IPA-5081      | Carregueu una nova foto d'aquest monument                                                                                         |
| Casa des de Solé                                                              |              | Renaixement XVI                | Naut Aran Garòs                                                                     | 42° 28′ 14″ N, 2° 58′ 16″ E / 42.47047196°N,2.97121073°E | IPA-5082      | Carregueu una nova foto d'aquest monument                                                                                         |
| Çò des Piro, o Casa Millu, Piyu                                               |              | Gòtic, renaixement XV          | Naut Aran C. de Sant Julià, Garòs                                                   | 42° 42′ 02″ N, 0° 50′ 38″ E / 42.700664°N,0.843987°E     | IPA-5083      | Çò des Piro (Naut Aran) · Vegeu més fotos d'aquest monument · Carregueu una nova foto d'aquest monument                           |
| Llinda de porta al carrer de Sant Julià                                       |              | Gòtic XVI                      | Naut Aran C. Sant Julià, Garòs                                                      |                                                          | IPA-5085      | Carregueu una nova foto d'aquest monument                                                                                         |
| Església de Sant Julià de Garòs                                               |              | Romànic, gòtic XII, XVII       | Naut Aran Final del carrer de Sant Julià, Garòs                                     | 42° 42′ 02″ N, 0° 50′ 36″ E / 42.700551°N,0.843454°E     | IPA-5086      | Església de Sant Julià de Garòs (Naut Aran) · Vegeu més fotos d'aquest monument · Carregueu una nova foto d'aquest monument       |
| Capella de la Verge del Roser                                                 |              | Romànic Medieval               | Naut Aran Al costat del pont dera Capèla, Tredòs                                    | 42° 42′ 03″ N, 0° 54′ 56″ E / 42.700743°N,0.915495°E     | IPA-5093      | Capella de la Verge del Roser (Naut Aran) · Vegeu més fotos d'aquest monument · Carregueu una nova foto d'aquest monument         |
| Capella de Sant Esteve                                                        |              | Romànic, gòtic XI, XV          | Naut Aran Tredòs                                                                    | 42° 42′ 03″ N, 0° 54′ 50″ E / 42.700815°N,0.913889°E     | IPA-5095      | Carregueu una nova foto d'aquest monument                                                                                         |
| Pont de la Capella, Pònt dera Capèla                                          |              |                                | Naut Aran C. del Pont - c. Calamars, Tredòs                                         | 42° 42′ 03″ N, 0° 54′ 56″ E / 42.700846°N,0.915473°E     | IPA-5156      | Pont de la Capella (Naut Aran) · Vegeu més fotos d'aquest monument · Carregueu una nova foto d'aquest monument                    |
| Pont d'Unha                                                                   |              | Obra popular XVII-XVIII        | Naut Aran Unha                                                                      | 42° 42′ 41″ N, 0° 54′ 18″ E / 42.711387°N,0.904964°E     | IPA-5157      | Carregueu una nova foto d'aquest monument                                                                                         |
| Pont del Garona                                                               |              |                                | Naut Aran Arties                                                                    | 42° 41′ 59″ N, 0° 52′ 21″ E / 42.699722°N,0.872516°E     | IPA-5158      | Carregueu una nova foto d'aquest monument                                                                                         |
| Pont de Valarties                                                             |              | XX                             | Naut Aran Arties                                                                    | 42° 41′ 55″ N, 0° 52′ 18″ E / 42.698570°N,0.871582°E     | IPA-5159      | Pont de Valarties (Naut Aran) · Vegeu més fotos d'aquest monument · Carregueu una nova foto d'aquest monument                     |
| Casa Ademà o Casa Negret, Çò des Negret                                       |              | Obra popular, barroc           | Naut Aran C. Major, 3, Unha                                                         | 42° 42′ 39″ N, 0° 54′ 11″ E / 42.71086°N,0.90309°E       | IPA-19151     | Carregueu una nova foto d'aquest monument                                                                                         |
| Çò des de Menginat                                                            | BCIL 2006    | Obra popular XIX               | Naut Aran C. dera Guarto, 3, Bagergue                                               | 42° 42′ 30″ N, 0° 54′ 14″ E / 42.70843918°N,0.90380708°E | IPA-36406     | Carregueu una nova foto d'aquest monument                                                                                         |
| Església de Sant Jaume                                                        |              | Obra popular XII, XVIII, XIX   | Naut Aran                                                                           | 42° 42′ 14″ N, 0° 51′ 34″ E / 42.703773°N,0.859418°E     | IPA-37170     | Carregueu una nova foto d'aquest monument                                                                                         |
| Ermita de Sant Martí de Corilla                                               |              | Obra popular XVI               | Naut Aran Gessa                                                                     | 42° 43′ 24″ N, 0° 52′ 55″ E / 42.723309°N,0.882011°E     | IPA-37171     | Carregueu una nova foto d'aquest monument                                                                                         |
| Çò des de Mateuet                                                             |              | Obra popular XIX               | Naut Aran C. deth Fònt, Garòs                                                       | 42° 42′ 03″ N, 0° 50′ 40″ E / 42.70088°N,0.84457°E       | IPA-37181     | Carregueu una nova foto d'aquest monument                                                                                         |
| Çò des de Marianna                                                            |              | Obra popular XIX Inici         | Naut Aran Pl. Sapujò, Arties                                                        | 42° 41′ 52″ N, 0° 52′ 11″ E / 42.697878°N,0.869792°E     | IPA-37244     | Carregueu una nova foto d'aquest monument                                                                                         |
| Çò des de Nella                                                               |              | Obra popular XIX               | Naut Aran Pl. Sapujò, Arties                                                        |                                                          | IPA-37245     | Carregueu una nova foto d'aquest monument                                                                                         |
| Çò des dera Estudianta, o Cau de l'Estudianta                                 |              | Obra popular XIX               | Naut Aran C. Molin, 2, Arties                                                       |                                                          | IPA-37246     | Carregueu una nova foto d'aquest monument                                                                                         |
| Çò des d'Albèrto                                                              |              | Obra popular XIX               | Naut Aran C. dera Hònt, Arties                                                      |                                                          | IPA-37247     | Carregueu una nova foto d'aquest monument                                                                                         |
| Portalada des de Tarrau                                                       |              | Obra popular XVII              | Naut Aran C. des de Tarrau, Bagergue                                                |                                                          | IPA-37248     | Carregueu una nova foto d'aquest monument                                                                                         |
| Çò des de Joan                                                                |              | Obra popular XVIII             | Naut Aran C. dera Guarto, Bagergue                                                  |                                                          | IPA-37250     | Carregueu una nova foto d'aquest monument                                                                                         |
| Era Mòla de Bagergue                                                          |              | Obra popular XVIII             | Naut Aran Camí dera Mòla, Bagergue                                                  | 42° 43′ 03″ N, 0° 54′ 49″ E / 42.717499°N,0.913608°E     | IPA-37251     | Era Mòla de Bagergue (Naut Aran) · Vegeu més fotos d'aquest monument · Carregueu una nova foto d'aquest monument                  |
| Çò des de Frances                                                             |              | Obra popular XVIII             | Naut Aran C. Carretèra, 1, Garòs                                                    |                                                          | IPA-37254     | Carregueu una nova foto d'aquest monument                                                                                         |
| Çò des de Laurenç                                                             |              | Obra popular XIX               | Naut Aran Pl. Major, Garòs                                                          |                                                          | IPA-37256     | Carregueu una nova foto d'aquest monument                                                                                         |
| Çò de Cavalhero                                                               |              | Obra popular XVII              | Naut Aran Pl. dera Glèsia, Gessa                                                    |                                                          | IPA-37257     | Carregueu una nova foto d'aquest monument                                                                                         |
| Çò de Mateo                                                                   |              | Renaixement, obra popular XVI  | Naut Aran Cap dera Vila, Gessa                                                      | 42° 42′ 23″ N, 0° 53′ 26″ E / 42.70630°N,0.89059°E       | IPA-37260     | Carregueu una nova foto d'aquest monument                                                                                         |
| Çò des de Lòi                                                                 |              | Obra popular XIX               | Naut Aran Pl. Major, Salardú                                                        | 42° 42′ 25″ N, 0° 54′ 05″ E / 42.706842°N,0.901347°E     | IPA-37262     | Carregueu una nova foto d'aquest monument                                                                                         |
| Çò des d'Aloi de Baish                                                        |              | Obra popular XVII              | Naut Aran C. Major, 33, Salardú                                                     | 42° 42′ 24″ N, 0° 54′ 00″ E / 42.706551°N,0.899931°E     | IPA-37264     | Carregueu una nova foto d'aquest monument                                                                                         |
| Era Mòla dera Vila                                                            | BCIL 2010    | Obra popular XIX               | Naut Aran Camí d'Aiguamòish, Salardú                                                | 42° 42′ 21″ N, 0° 54′ 13″ E / 42.705733°N,0.903704°E     | IPA-37265     | Era Mòla dera Vila (Naut Aran) · Vegeu més fotos d'aquest monument · Carregueu una nova foto d'aquest monument                    |
| Es Banhs de Tredòs                                                            |              | Obra popular XIX               | Naut Aran Camí des Banhs                                                            | 42° 39′ 19″ N, 0° 55′ 39″ E / 42.65519°N,0.9276°E        | IPA-37267     | Es Banhs de Tredòs (Naut Aran) · Vegeu més fotos d'aquest monument · Carregueu una nova foto d'aquest monument                    |
| Çò des de Servató                                                             |              | Obra popular XIX               | Naut Aran Pl. Major, Tredòs                                                         |                                                          | IPA-37268     | Carregueu una nova foto d'aquest monument                                                                                         |
| Çò des de Gercho                                                              |              | Obra popular XIX               | Naut Aran C. Sentero, 4, Tredòs                                                     | 42° 42′ 09″ N, 0° 54′ 52″ E / 42.70237°N,0.91453°E       | IPA-37269     | Carregueu una nova foto d'aquest monument                                                                                         |
| Çò des de Baile                                                               |              | Obra popular XIX               | Naut Aran C. Santa Eulària, Unha                                                    |                                                          | IPA-37271     | Carregueu una nova foto d'aquest monument                                                                                         |
| Çò des de Gaston                                                              |              | Obra popular XIX               | Naut Aran C. Sta. Eulària, Unha                                                     |                                                          | IPA-37272     | Carregueu una nova foto d'aquest monument                                                                                         |
| Era Mòla d'Unha                                                               | BCIL 2010    | Obra popular XIX               | Naut Aran Unha                                                                      | 42° 42′ 41″ N, 0° 54′ 15″ E / 42.71147°N,0.90417°E       | IPA-37273     | Carregueu una nova foto d'aquest monument                                                                                         |
| Casa des de Pau                                                               |              | Obra popular XVI-XVII          | Naut Aran C. Sant Estèue, Bagergue                                                  |                                                          | IPA-38952     | Carregueu una nova foto d'aquest monument                                                                                         |
| Casa des de Trageta                                                           |              | Obra popular XVII              | Naut Aran C. Major, Bagergue                                                        |                                                          | IPA-38953     | Carregueu una nova foto d'aquest monument                                                                                         |
| Borda dera Casa des de Roy                                                    |              | Obra popular XVIII             | Naut Aran C. Lleó, Gessa                                                            |                                                          | IPA-38954     | Carregueu una nova foto d'aquest monument                                                                                         |
| Casa al carrer Major, 24                                                      |              | Obra popular XVI-XIX           | Naut Aran C. Major, Gessa                                                           | 42° 42′ 19″ N, 0° 53′ 21″ E / 42.70525°N,0.88928°E       | IPA-38955     | Carregueu una nova foto d'aquest monument                                                                                         |
| Casa des de Magí                                                              |              | Obra popular XVI               | Naut Aran C. Sant Martí, Gessa                                                      |                                                          | IPA-38956     | Carregueu una nova foto d'aquest monument                                                                                         |
| Casa des de Benito                                                            |              | Obra popular XVI               | Naut Aran C. Sant Jaume, Gessa                                                      |                                                          | IPA-38957     | Carregueu una nova foto d'aquest monument                                                                                         |
| Casa des de Che                                                               |              | Obra popular XVII              | Naut Aran C. deth Portau, Gessa                                                     |                                                          | IPA-38958     | Carregueu una nova foto d'aquest monument                                                                                         |
| Casa Pardia                                                                   |              | Obra popular XVII              | Naut Aran C. León, Gessa                                                            |                                                          | IPA-38959     | Carregueu una nova foto d'aquest monument                                                                                         |
| Mòla d'Arties, Mòla de Portolà                                                | BCIL 2010    | XVII-XIX                       | Naut Aran C. dera Mòla, Arties                                                      | 42° 42′ 01″ N, 0° 52′ 30″ E / 42.70021°N,0.87493°E       | IPA-45394     | Mòla d'Arties (Naut Aran) · Vegeu més fotos d'aquest monument · Carregueu una nova foto d'aquest monument                         |
| Ressèc de Tredòs                                                              | BCIL 2010    | Obra popular                   | Naut Aran Marge del riu Aiguamòg, prop de la seva confluència amb el Garona, Tredòs |                                                          | IPA-45413     | Carregueu una nova foto d'aquest monument                                                                                         |
| Casa Heredero                                                                 |              | Postmodernisme 1965-1968       | Naut Aran Ctra. de Vielha a Vaquèira, km 36                                         | 42° 42′ 13″ N, 0° 55′ 14″ E / 42.703603°N,0.92064°E      | IPA-46444     | Carregueu una nova foto d'aquest monument                                                                                         |
| Mare de Déu de les Neus de Vaquèria, Glèisa Mair de Diu des Nhèus de Vaquèira |              | Darreres tendències 1987       | Naut Aran C. Pla de Beret, 23, Vaquèira                                             | 42° 42′ 00″ N, 0° 55′ 59″ E / 42.700051°N,0.933065°E     | IPA-49521     | Carregueu una nova foto d'aquest monument                                                                                         |
| Escola Loseron d'Arties                                                       |              | Noucentisme XX                 | Naut Aran C. Era Mòla, 6, Arties                                                    | 42° 41′ 59″ N, 0° 52′ 24″ E / 42.69976°N,0.87329°E       | IPA-49540     | Carregueu una nova foto d'aquest monument                                                                                         |
| Escoles Nacionals, Escòla Ruda                                                |              | Noucentisme XX                 | Naut Aran C. dels Estudis, Salardú                                                  | 42° 42′ 26″ N, 0° 54′ 11″ E / 42.70725°N,0.90317°E       | IPA-49600     | Carregueu una nova foto d'aquest monument                                                                                         |